# Ticapimpla vilmae
Ticapimpla vilmae är en stekelart som beskrevs av Ian D. Gauld 1991. Ticapimpla vilmae ingår i släktet Ticapimpla och familjen brokparasitsteklar. Inga underarter finns listade i Catalogue of Life.